# چئونتائسان (گیونگ‌سانگ جنوبی)
چئونتائسان (به لاتین: Cheontaesan) یک کوه در کره جنوبی است که در استان گیونگ‌سانگ جنوبی واقع شده‌است. چئونتائسان ۶۳۱ متر بالاتر از سطح دریا واقع شده‌است.